# Sauldorf
Sauldorf är en kommun (tyska Gemeinde) i Landkreis Sigmaringen i delstaten Baden-Württemberg i Tyskland. Folkmängden uppgår till cirka 2 600 invånare, på en yta av 50 kvadratkilometer. Kommunen består av ortsdelarna (tyska Ortsteile) Sauldorf, Bietingen, Boll, Krumbach, Rast och Wasser.
Kommunen ingår i kommunalförbundet Meßkirch tillsammans med staden Meßkirch och kommunen Leibertingen.